# Карл Теодор цу Гутенберг
Карл Теодор цу Гутенберг (рођен 5. 12. 1971. у Минхену) је немачки бизнисмен и политичар. 
Године 1991. након завршене средње школе у Розенхајму, Гутенберг је завршио обавезни војни рок достигавши чин наредника. Гутенберг је студирао право на Универзитету у Бајројту, где је положио свој први државни правни испит 1999. Године 2007. докторирао је право са дисертацијом која  је носила наслов „Устав и уставни уговори - уставни развој у Сједињеним Државама и Европској унији“. Био је члан Бундестага од 2002. до 2011. године, генерални секретар ЦСУ-а од 2008. до 2009. године, савезни министар за економију и технологију 2009. године, као и савезни министар одбране од 2009. до 2011. године.